# قلعة عسكر (حومة بم)
قلعة عسکر (بالفارسية: قلعه عسکر) هي قرية تقع في إيران في منطقة مركزية ريفية. يقدر عدد سكانها بـ 404 نسمة بحسب إحصاء 2016.